# George Udny Yule
George Udny Yule (* 18. Februar 1871 in Morham, Schottland; † 26. Juni 1951 in Cambridge, England) war ein schottischer Statistiker.

## Leben
Yule entstammte einer Familie schottischer Offiziere, Beamter und Gelehrter, studierte zunächst Ingenieurwesen in London und widmete sich anschließend ein Jahr in Bonn dem Studium elektrischer Wellen bei Heinrich Hertz. 1893 kehrte er nach London zurück und bekam dort von Karl Pearson, den Yule als Student kennengelernt hatte, eine Stellung am University College London angeboten; anschließend wurde er dort assistant professor. Zwischen 1902 und 1909 hielt er, wiederum am University College, die Newmarch Lectureship in Statistics an der Fakultät für Agrarwissenschaften. 1912 wurde er lecturer für Statistik an der Universität Cambridge, wo er, abgesehen von Tätigkeiten für das War Office und das Ernährungsministerium zwischen 1915 und 1919, bis 1940 lehrte.
1921 wurde er zum Fellow der Royal Society gewählt.

## Werk
Neben seinem berühmten und in vielen Auflagen erschienenen Lehrbuch Introduction to the Theory of Statistics hat Yule eine Reihe von Beiträgen hinterlassen, die Meilensteine in der Entwicklung der Statistik darstellen. Er gilt als einer der Begründer der angewandten Korrelations- und Regressionsanalyse und hat bis heute allgemein anerkannte Assoziationsmaße eingeführt. Seine bedeutendsten Beiträge lieferte er 1926/27 auf dem Gebiet der Zeitreihenanalyse.
Yules bahnbrechende Idee von 1927 bestand darin, die „Restkomponente“ einer Zeitreihe in den Mittelpunkt des Interesses zu stellen. Bis zu diesem Zeitpunkt betrachtete man zufällige Störungen bei Zeitreihen als Störkomponenten, die die „eigentlichen“ Komponenten, diejenigen mit einem spezifischen Bedeutungsgehalt, überlagerten. Yule ging dagegen von einer völlig anderen Vorstellung aus. Er schrieb dazu zunächst eine harmonische Sinusfunktion in Form einer Differenzengleichung.
In dieser Darstellung, die ohne Zufallseinflüsse mit der funktionalen Darstellung völlig identisch war, ergab sich jedoch eine fundamental andere Rolle für die Zufallsgrößen. Yule beschrieb das Verhalten einer derart gestörten Reihe mit einer mittlerweile berühmten Analogie: Die Bewegung eines Pendels werde in gleichabständigen Intervallen gemessen, wodurch eine reine trigonometrische Schwingung beschrieben wird. Diese Messungen seien durch nicht perfekte Messinstrumente fehlerbehaftet, rein additiv und unabhängig voneinander. Dann passiere aber folgendes:
The recording apparatus is left to itself, and unfortunately boys get into the room and start pelting the pendulum with peas, sometimes from one side and sometimes from the other. The motion is now affected, not by superposed fluctuations but by true disturbances, and the effect on the graph will be of an entirely different kind. The graph will remain surprisingly smooth, but amplitude and phase will vary continually.
Wenn man eine Sinus-Funktion in Form einer Differenzengleichung schreiben konnte, so war andererseits die Differenzengleichungsform nicht auf eine bestimmte Form beschränkt. Yule untersuchte daher auch Modelle der genannten Art mit drei anstelle von zwei zeitversetzten „Regressoren“ und betonte, dass die Anzahl dieser zeitversetzten Größen prinzipiell nicht beschränkt sei. So könne man solche Modelle von ganz allgemeiner Form betrachten und deren Parameter mittels des Kleinstquadratverfahrens bestimmen. Mit dieser Modellierung waren die sogenannten autoregressiven Prozesse (AR(p)-Modelle) neugeboren, die A. Markow 1906/1911 aus rein mathematischen Erwägungen abgeleitet hatte. Sie wurden später zusammen mit „moving-average“-Modellen zu einer allgemeinen Theorie der ARMA-Modelle ausgebaut und bilden gegenwärtig eine der Grundlagen der modernen Zeitreihenanalyse. Dafür bekam Yule von der Royal Statistical Society die goldene Guy-Medaille verliehen.
Der Yules Index aus der Textanalyse ist mit seinem Namen verbunden.

## Wichtige Veröffentlichungen
- George Udny Yule: Introduction to the Theory of Statistics. Charles Griffin and Company, Philadelphia 1911.
- George Udny Yule: Why do we sometimes get nonsense correlations between time-series? A study in sampling and the nature of time-series (with discussion). In: Journal of the Royal Statistical Society, Nr. 89, 1926, S. 1–69. Wiederabgedruckt (ohne Diskussion) in Stuart/Kendall (1971)
- George Udny Yule: On a method of investigating periodicities in disturbed series, with special reference to Wolfer's sunspot numbers. In: Philosophical Transactions of the Royal Society of London A, Nr. 226, 1927, S. 267–298. (www.jstor.org). Wiederabgedruckt in Stuart/Kendall (1971)

## Weiterführende Literatur
- Alan Stuart, Maurice G. Kendall (Hrsg.): Statistical papers of George Udny Yule. Hafner Pub. Co., New York 1971.
- F. Yates: George Udny Yule. In: Obituary Notices of Fellows of the Royal Society of London 8 (1952), S. 309–323.
- N. L. Johnson, S. Kotz: George Udny Yule. In: Johnson, Kotz (Hrsg.): Leading personalities in statistical sciences. New York 1997, S. 168–169.